# Epiblastus auriculatus
Epiblastus auriculatus är en orkidéart som beskrevs av Rudolf Schlechter. Epiblastus auriculatus ingår i släktet Epiblastus och familjen orkidéer. Inga underarter finns listade i Catalogue of Life.